# Castello di Kokura
Il Castello di Kokura è un castello giapponese situato nella prefettura di Fukuoka.

## Storia

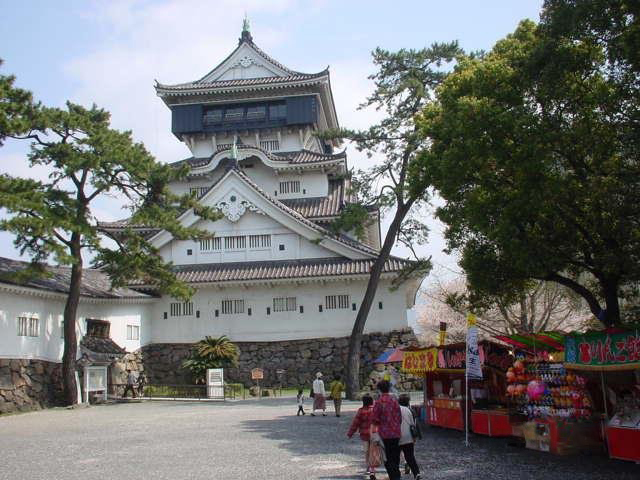
Maschio visto dal cortile

Il nome del castello deriva da Kokura, frazione della città di Kitakyūshū, e venne costruito nel 1602. Tra il 1632 e il 1860 è stato posseduto dal Clan Ogasawara e nel 1837 è stato distrutto da un incendio, per poi essere parzialmente ricostruito nel 1839. Venne distrutto di nuovo nel 1866 in una guerra tra il clan di Kokura e di Chōshū. Si dovette aspettare il 1959 per la ricostruzione del maschio e fino al 1990 perché il castello venisse completamente restaurato, mentre nel 1998 venne ufficialmente aperto al pubblico. Il giardino del castello e il Matsumoto Seichō Memorial Museum sono stati aperti intorno al castello nello stesso anno.

## Descrizione

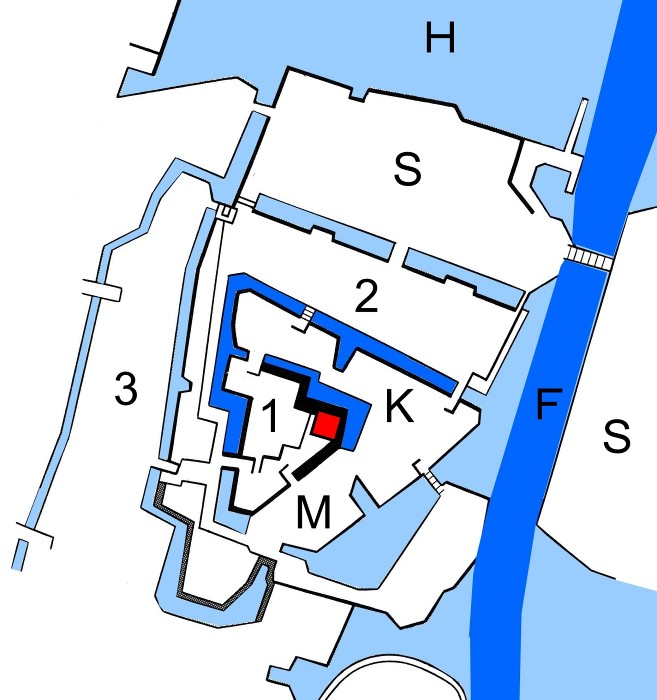
Pianta del castello

Il castello venne costruito sfruttando il fiume Murasaki per ricavarne un fossato naturale. Il castello segue una pianta triangolare, con un'impostazione in tenshu connesso, ovvero con una seconda torre collegata al maschio.
La torre principale vista dall'esterno compare con quattro piani, mentre dall'interno sono cinque. Originariamente la costruzione era costituita da legno e pietra, ma nella ristrutturazione del XX secolo si decise di rifarlo in cemento armato per renderlo più resistente e venne anche modificato architettonicamente, dato che in origine sul secondo e sul terzo piano non erano presenti timpani.